# 奥裾花ダム
奥裾花ダム（おくすそばなダム）は、長野県長野市鬼無里、信濃川水系犀川の支流裾花川に建設されたダム。高さ 59 メートルの重力式コンクリートダムで、洪水調節・上水道・発電を目的とした多目的ダムである。1969年（昭和44年）に完成した裾花ダムに続いて建設され、下流の長野市の安全度をさらに高めると同時に、裾花ダムより上流に位置する戸隠村や鬼無里村（いずれも現・長野市の一部）の治水を図った。
奥裾花ダムの上流にある奥裾花自然園は日本最大のミズバショウの自生地であり、春は多くの観光客が訪れる。秋は紅葉が美しい。地元では環境保護のため、入園料として大人（中学生以上）410円（4/29～5/31）200円（6/1～10/31）を徴収している。収益金は全額、奥裾花自然園の整備に充てられている。　

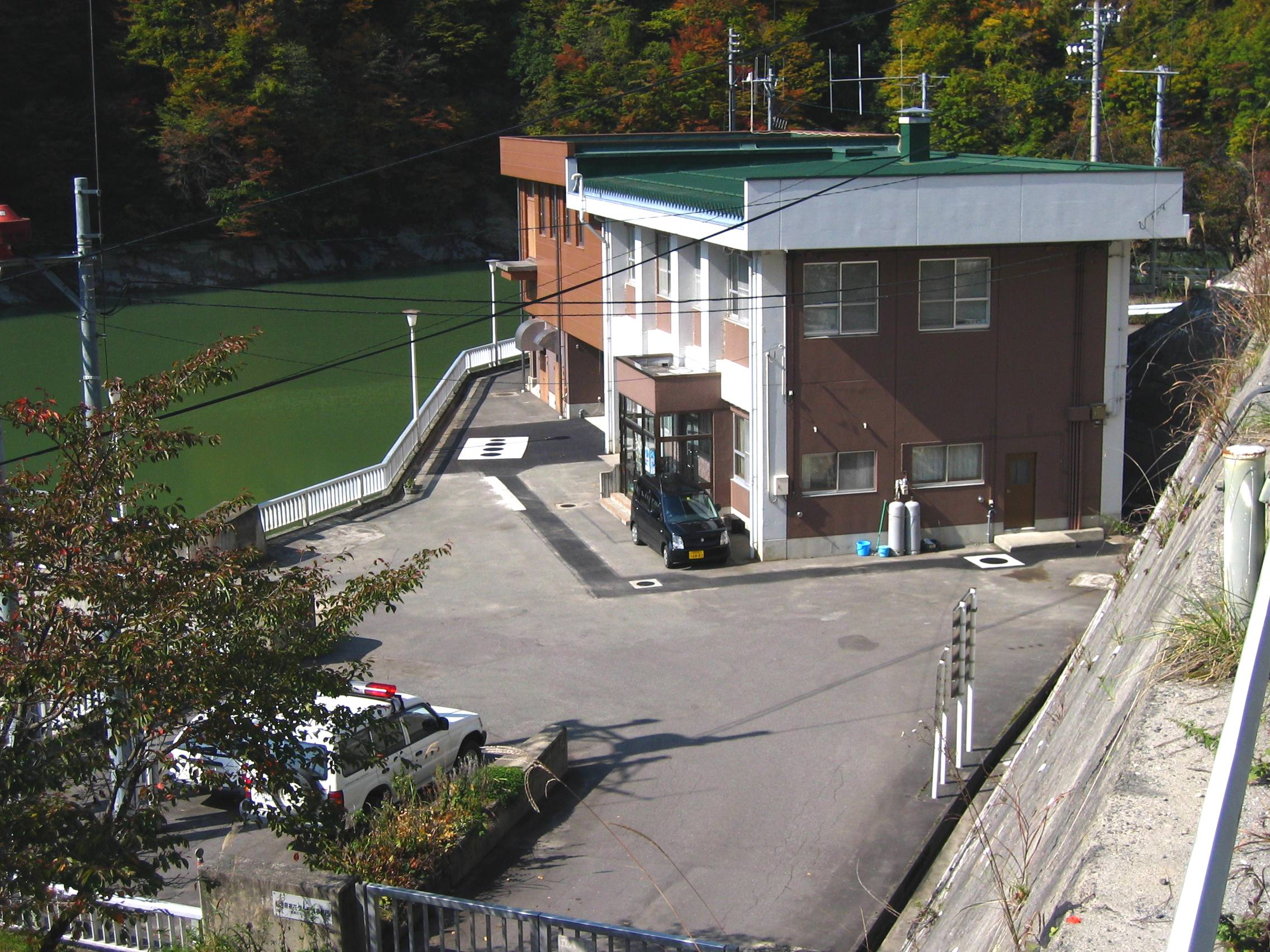
奥裾花ダム管理事務所
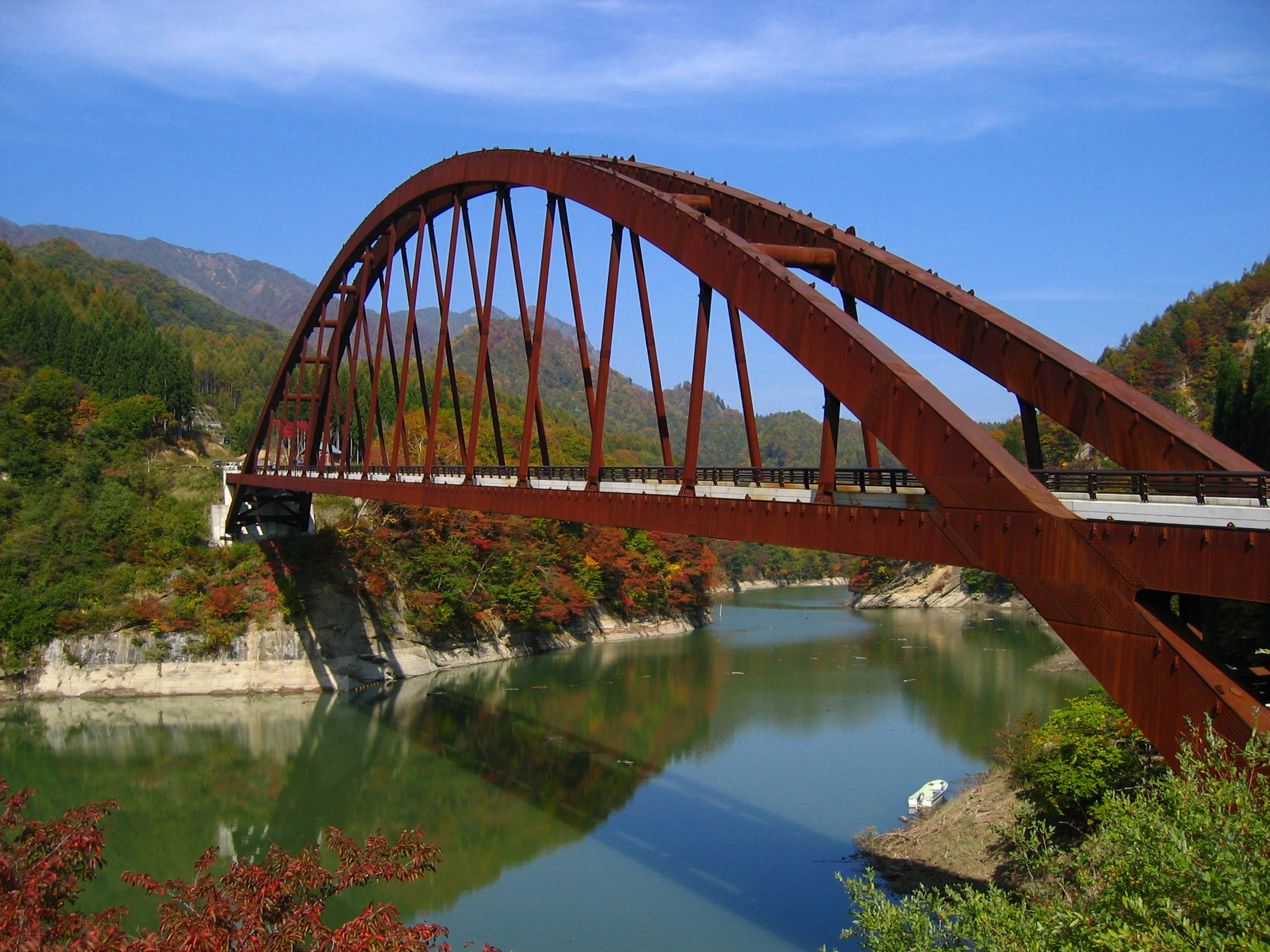
奥裾花ダム湖に架かる奥裾花大橋